# انطواء الجسم المزدوج
انطواء الجسم المزدوج هي حالة تحدث في وقت الولادة عندما يكون الجنين صغيرًا جدًا والحوض كبير. قد تحدث الولادة الطبيعية على الرغم من استمرار بقاءه في وضعية غير طبيعية.
في هذه الحالات، يتم ضغط الجنين ورأسه مدفوعة مقابل البطن. يصبح جزء من الجدار الصدري أسفل الكتف أكثر جزء معتمد عليه لإخراج الجنين، ويظهر في الفرج. ثم تمر الرأس والصدر من خلال تجويف الحوض في نفس الوقت، أما الجنين الذي قد انطوى على نفسه (انطواء الجسم المزدوج)، يتم إخراجه. من الواضح أن هذه التقنية ممكنة فقط عندما يكون حجم الجنين صغيرًا جدًا وأحيانًا عندما يولد الجنين الثاني مبكرًا في الحمل بتوأم.